# Propsephus
Propsephus – rodzaj chrząszcza z rodziny sprężykowatych.
Rodzaj ten obejmuje około 380 gatunków chrząszczy. Zamieszkują one Malezję i Polinezję, Seszele, Afrykę i Madagaskar.